# Marco Antônio Boiadeiro
Marco Antônio Ribeiro (Paulo de Faria, 13 juni 1965) is een voormalig Braziliaans voetballer, beter bekend als Marco Antônio Boiadeiro of kortweg Boiadeiro. 

## Biografie
Boiadeiro begon zijn carrière bij Botafogo FC en maakte in 1986 de overstap naar Guarani. Met deze club bereikte hij de finale om de landstitel tegen São Paulo. Na een 1-1 in de heenwedstrijd, werd het dezelfde score in de terugwedstrijd waardoor er verlengingen kwamen. Pita maakte in de 91ste minuut de 1-2, maar zes minuten later kon Boiadeiro gelijk maken. João Paulo bracht de overwinning voor Guarani wel heel dicht bij, maar net voor het affluiten maakte Careca nog gelijk waardoor er strafschoppen volgden. Hier miste Boiadeiro de eerste strafschop, maar ook Careca miste voor São Paulo. Nadat ook João Paulo nog miste ging de titel naar São Paulo. 
In 1989 maakte hij de overstap naar Vasco da Gama en won hier wel de landstitel mee. Van 1991 tot 1993 speelde hij voor Cruzeiro en won er in 1991 en 1992 de Supercopa Libertadores, in 1992 het Campeonato Mineiro en in 1993 de Copa do Brasil. Door zijn goeie vorm bij Cruzeiro werd hij geselecteerd voor de nationale ploeg waarmee hij deelnam aan de Copa América 1993. Brazilië vloog er in de kwartfinales uit tegen Argentinië en hierna werd Boiadeiro niet meer opgeroepen. In 1994 speelde hij kort voor Flamengo en maakte dan de overstap naar Corinthians, waarmee hij de Copa do Brasil en het Campeonato Paulista won. In 1997 werd hij met América Mineiro kampioen in de Série B. In 2000 sloot hij zijn carrière af bij Sãocarlense. Dertien jaar later speelde hij nog kort voor de kleine club Tanabi. 